# Litodora

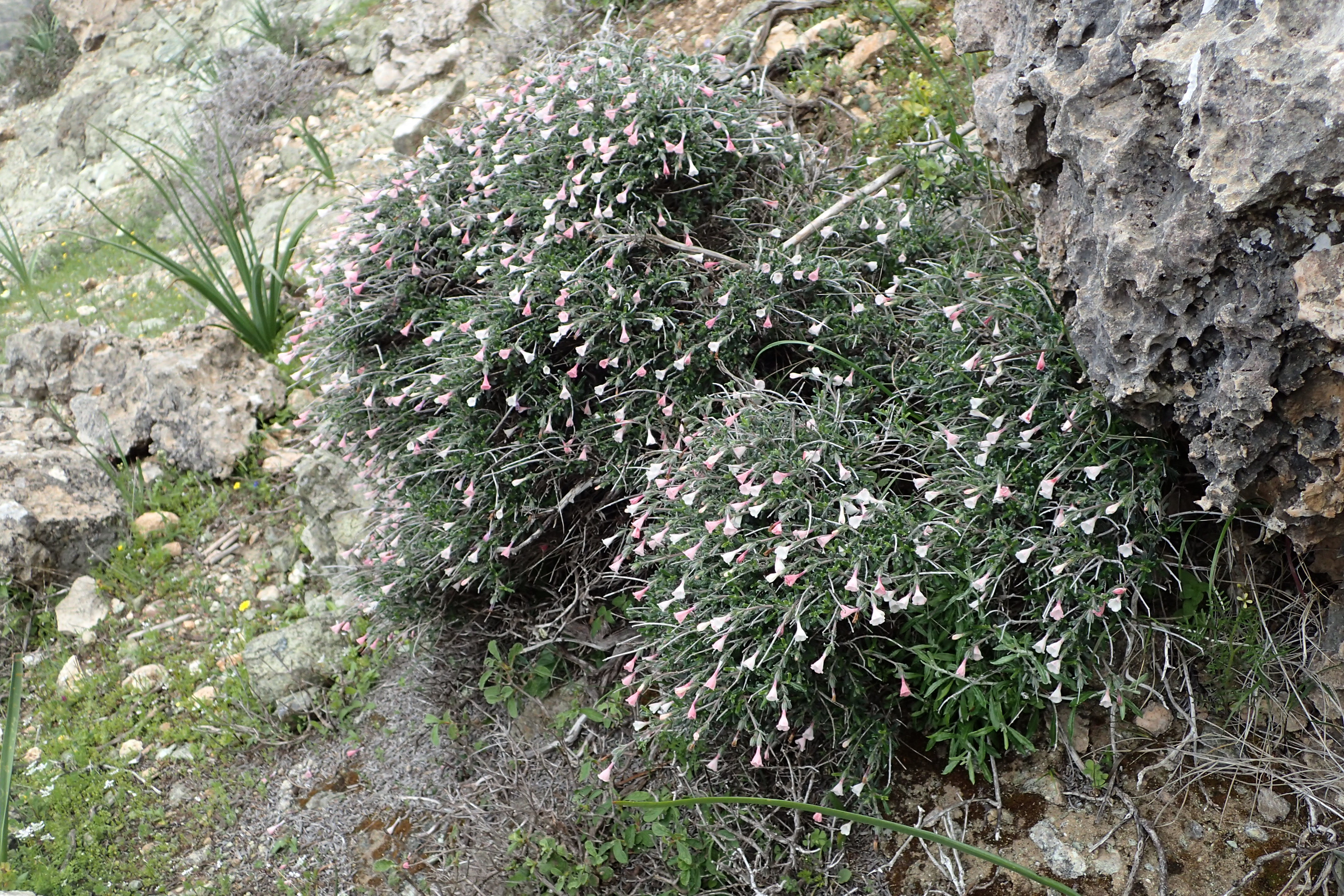
Lithodora hispidula

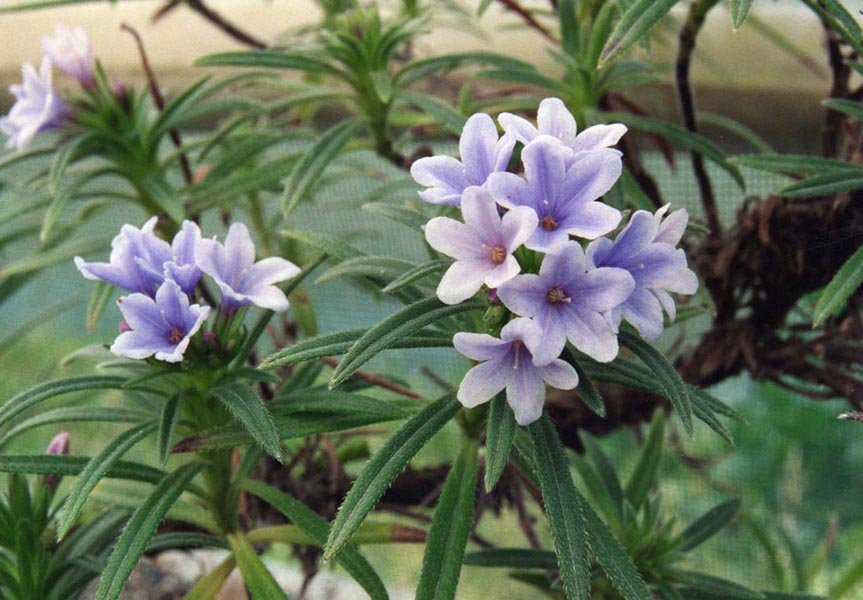
Lithodora zahnii

Litodora (Lithodora) – rodzaj roślin należący do rodziny ogórecznikowatych (Boraginaceae). Obejmuje w zależności od ujęcia 3–5 gatunków do ok. 7. W węższym ujęciu część zaliczanych tu dawniej gatunków przenoszonych jest do rodzaju Glandora. Występują one w basenie Morza Śródziemnego, zwłaszcza w południowo-zachodniej części Europy (najdalej na północ sięgając północno-zachodniej Francji).

## Morfologia
PokrójByliny, czasem o krzaczastym pokroju i drewniejące u nasady (półkrzewy), osiągające do 40 cm wysokości lub więcej jeśli wspierają się na innych roślinach.
LiścieSkrętoległe, pojedyncze, owłosione i drobne.
Kwiaty5-krotne, niebieskie, fioletowe lub białe, czasem początkowo różowe i z czasem niebieszczejące. Działki kielicha zrośnięte tylko u nasady. Płatki korony zrośnięte u nasady w rurkę bez osklepek, ale czasem z włoskami w gardzieli. Pręciki równej długości, zwykle krótsze od rurki korony, ich nitki są bardzo krótkie, a pylniki krótkie. Zalążnia górna, czterokomorowa, z pojedynczą szyjką słupka nie wystającą z rurki korony i krótszą od pręcików.
OwoceRozłupnie zwykle tylko z pojedynczą, gładką i białawą rozłupką.

## Systematyka
Rodzaj należy do plemienia Lithospermeae w podrodzinie Boraginoideae Arnott w obrębie rodziny ogórecznikowatych Boraginaceae.
Wykaz gatunków
- Lithodora fruticosa (L.) Griseb.
- Lithodora hispidula (Sm.) Griseb.
- Lithodora zahnii (Heldr. ex Halácsy) I.M.Johnst.